# シュヴァーツヘリポート
シュヴァーツヘリポート（英: Schwaz Heliport）は、チロル州シュヴァーツに位置する、軍民共用ヘリポート。オーストリア連邦軍のフォンプ軍事ヘリポートが併設されている。